# Archicofradía de Jesús el Pobre
La Hermandad y Cofradía de Nazarenos de Nuestro Padre Jesús Nazareno “El Pobre” y María Santísima del Dulce Nombre en su Soledad es una hermandad católica madrileña que se encarga de venerar la imagen de sus dos titulares: Jesús Nazareno El Pobre, con gran devoción en Madrid, y María Santísima del Dulce Nombre en su Soledad. 
Su sede canónica es la iglesia de San Pedro el Viejo, templo ubicado en la Plazuela de Jesús el Pobre, en el Madrid de los Austrias. Realiza su estación de penitencia la tarde y noche de Jueves Santo, en la Catedral de la Almudena
El origen de la cofradía se remonta principios del siglo XIX como congregación de esclavos, cuando una serie de fieles acordó con las autoridades eclesiásticas del momento y la curia del propio templo agruparse y legalizarse canónicamente en una congregación de seglares y sacerdotes que, en los primeros tiempos, eran mayoría.  Se reorganiza en 1940, tras perder todo su archivo durante la guerra civil. Con casi dos mil miembros, es una de las Hermandades más antiguas y con mayor devoción popular de Madrid.
En 1955, la Hermandad decidió cambiar el paso de baja calidad de Jesús "El Pobre" y encargar uno de mayor dignidad acudiendo al escultor Antonio Navarro Santafé (autor, entre otras obras, de la famosa escultura del Oso y el Madroño, símbolo de Madrid)
Desde 2019, la Cofradía está hermanada con la Real Esclavitud de la Virgen de la Almudena “por el fervor demostrado hacia la patrona de Madrid y por haberla sacado en andas, por primera vez en su historia, en la festividad de la Almudena”.

## Titulares de la Hermandad

### Jesús NazarenoEl Pobre
La talla de tamaño natural, obra de Antonio Primo, muestra a Jesús Nazareno en el momento en que es presentado ante el pueblo por Poncio Pilato después de haber sido flagelado y coronado de espinas la víspera de su muerte. La imagen se venera en la iglesia de San Pedro "El viejo" desde 1756.La imagen de Jesús El Pobre cuenta con un gran ajuar de túnicas, en torno a 30, cordones, pelucas y coronas de espinas.

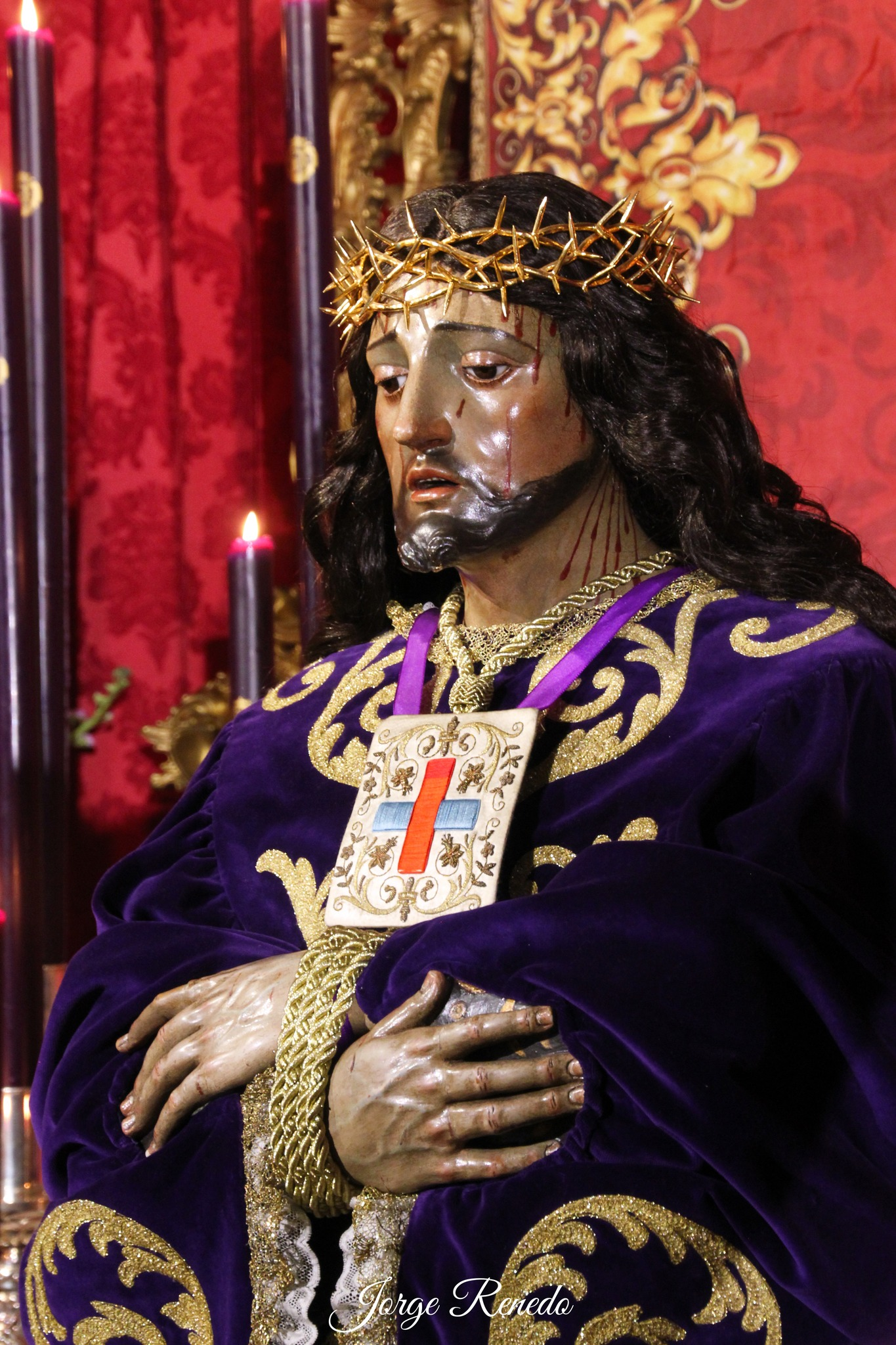
Nuestro Padre Jesús Nazareno "El Pobre" de Madrid (Foto: Jorge Renedo).

Recientemente se ha descubierto en un documento notarialque la Imagen de Jesús Nazareno, al que hoy conocemos como” El Pobre” fue donada por María de la O Fernández de Córdoba y Moncada, tercera mujer del Duque de Santisteban del Puerto e hija y hermana, a su vez, del Duque de Medinaceli.
Los duques de Santisteban tenían su palacio junto a la iglesia de San Pedro y aún subsisten ambos edificios, aunque del palacio solo se hayan conservado la zona de servicios y las caballerizas", explica el museo Arqueológico Nacional en un boletín de 2023.
La Imagen llegó a la iglesia, entonces denominada de San Pedro el Real, acompañando el Rosario cantado organizado por la Congregación de la Soledad, sita en San Pedro, desde la Iglesia de Nuestra Señora de Loreto, en Antón Martín en la mañana del 28 de agosto de 1756. Hasta el día de hoy el hecho de que estuviera en casa Pilatos de Sevilla o fuera donada en 1812 son simples leyendas sin pruebas o documentos que lo sustenten. 
El mismo documento del Inventario de bienes indica que la Imagen se encontraba ubicada en la actual capilla del Santísimo, en retablo tallado.
Un boletín del Museo Arqueológico Nacional, de 2023, ampliado en 2024, ha arrojado luz al origen de esta imagen.
El conservador del departamento de Edad Moderna, Juan María Cruz Yábar, atribuye su autoría al escultor jienense Antonio Primo, que vivió entre los años 1735 y 1798. Las nuevas informaciones aún van más allá: "Podemos además desvelar el autor de la imagen. Ha pasado desapercibida una declaración de Antonio Primo, a quien hemos visto en posible relación con el escudo de Carlos III, contenida en un memorial redactado en 1775 en que solicitaba el oficio de escultor de Cámara Entre otros méritos adujo haber realizado “un Jesús, en San Pedro, por orden del Excmo. Sr. Duque de Santisteban del tamaño natural”. Ningún especialista ha reparado en que se trata del Jesus “el Pobre”.
Este escultor nació en Andújar en 1735 y aprendió escultura en la Academia de Bellas Artes de San Fernando desde 1754, gracias a una ayuda de cuatro reales diarios que le concedió Fernando VI en atención a su pobreza y aplicación.
Antonio Primo, autor de “el Pobre” quiso imprimirle a la talla algunas características personales con respecto al “Medinaceli”, pieza de referencia para las esculturas de cautivos: La posición de las manos, sobre todo la derecha y los brazos, que están más elevados. La expresión del rostro y los rasgos faciales también son singulares y muy diferentes.

### Origen del sobrenombre “El Pobre»
Existen múltiples versiones. La más extendida es que fue así llamado para diferenciarlo de Jesús de Medinaceli, «el Rico». Otros dicen que el Cristo cautivo que cobija la iglesia de San Pedro el Viejo salía en procesión «en un carrito, no de calidad». 
En una inscripción encastrada en una columna de la iglesia se lee la donación de parte de un caballero de la orden de Calatrava de 30.200 maravedís para proveer de pan a los pobres que acudieran al templo todos los días de Cuaresma y otras fiestas del año. 
No es hasta los años 50 del siglo XX, cuando los periódicos empiezan a nombrar la imagen como Jesús Nazareno "El Pobre" de la iglesia de San Pedro "El Viejo".

### María Santísima del Dulce Nombre en su Soledad
Para mejorar la vida de la hermandad y completar la fe y culto religioso, la Hermandad se propuso dotar de una imagen de Nuestra Señora y que Jesús volviera a estar arropado por su Santa Madre.
María Santísima del Dulce Nombre en su Soledad es una Virgen Dolorosa realizada en 1999 por la imaginera sevillana del barrio de Triana, Lourdes Hernández Peña. La talla polícroma de reminiscencia barroca es de gran realismo, reflejando el sufrimiento y desconsuelo de la madre de Jesús, pero con mirada serena. El único elemento adicional a la talla son las siete finas lágrimas que recorren su rostro. La imagen procesionó por vez primera en la Semana Santa de 1999, el mismo año en que fue entregada a la Hermandad. La Virgen sale en un paso de palio decorado con numerosos cirios blancos y flores de color rosa y blanco. 
En 2018, fue restaurada también por su autora debido a los daños ocasionados por un pequeño incendio y una posterior y desafortunada reparación poco profesional de una tercera persona. La intervención efectuada por Lourdes Hernández Peña consistió en eliminar capas y añadidos hasta dejar la talla en la madera. Posteriormente, se resanaron sus ensambles y efectuaron nuevas labores de encolado, entelado y estucado, así como aplicar nueva policromía al óleo. 
Durante todo el año la Virgen es venerada en su propia capilla enrejada situada a la izquierda de la entrada principal de la iglesia de San Pedro "El Viejo".
La Virgen cuenta con un gran ajuar y es cambiada en su capilla usando diferentes colores en función del calendario litúrgico: negro-Luto (noviembre), azul-Inmaculada (diciembre), rojo oscuro y azul-hebrea (Cuaresma), Reina (cultos y procesión), blanco-Resurrección (Pascua) y mes de María (mayo), Rojo (Pentecostés y Corpus Christi), Estival (meses de verano), mes del rosario (octubre).

## Estación de penitencia / Procesión Jueves Santo

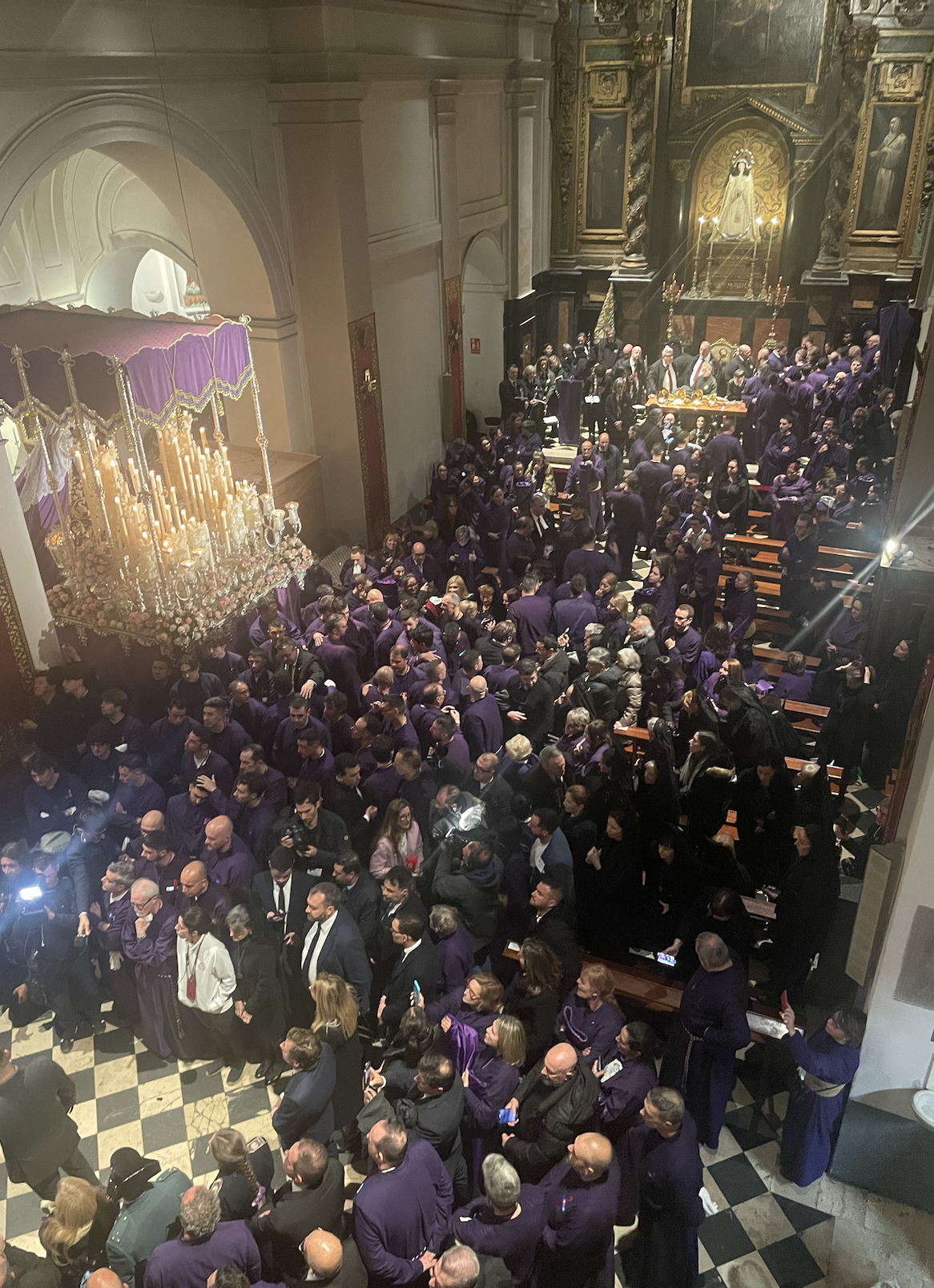
Interior de San Pedro "El Viejo" antes de procesionar en Jueves Santo

Cada Jueves Santo, después de la celebración de los Oficios religiosos, donde sólo asisten los miembros de la Hermandad que participan, de una u otra manera, en la estación de penitencia, comienza la procesión que tiene su origen y final en la iglesia de San Pedro el Viejo, templo situado en el centro de Madrid y uno de los más antiguos de la Villa. La estación de penitencia se realizaba tradicionalmente en la Colegiata de San Isidro, parroquia matriz de la iglesia de San Pedro “El Viejo”. No obstante, desde 2025, se realiza en la Catedral de La Almudena.
La procesión sale por la tarde, pasadas las seis, volviendo a su iglesia hacia las dos de la madrugada de Viernes Santo. Emplea en su recorrido algo más de ocho horas. 
Esta procesión es especialmente importante por la gran devoción a la imagen de Jesús "El Pobre". 

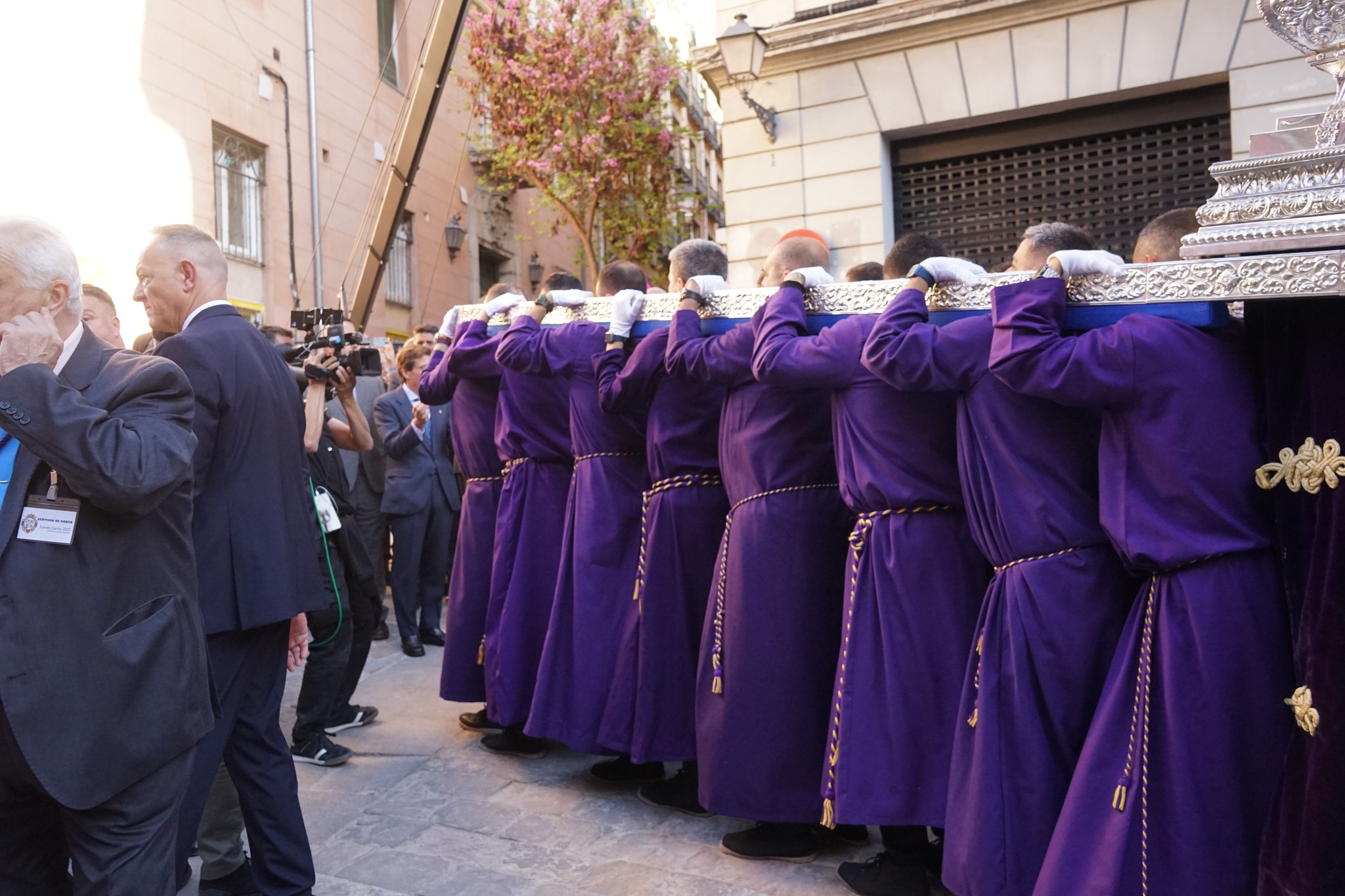
Anderos en procesión

Al finalizar la procesión y antes de que ambas imágenes se recojan en su templo, en la plazuela de la iglesia de San Pedro el Viejo, se encuentran los dos titulares de la Hermandad realizando una ceremonia de respeto cargada de emotividad y religiosidad: María del Dulce Nombre realiza una reverencia] ante su Hijo, inclinando la parte delantera del paso, mientras el de Jesús "El Pobre" es alzado por los anderos. La marcha "Virgen de la Paz", rompe el silencio de la madrugada madrileña para dar mayor profundidad a ese momento. 
Esta Hermandad es la que más nazarenos saca en su recorrido de todas las que procesionan en el centro de Madrid. En la estación de penitencia, además de nazarenos, anderos, acólitos y presbíteros, participan mujeres de mantilla negra, entre otros. Es escoltada voluntariamente por miembros de la Guardia Civil y de la Policía Municipal de Madrid en traje de gala.

### Recorrido / Itinerario
El recorrido ha sufrido varias modificaciones a través de los años. La última y más significativa en 2025, al establecerse la Estación de Penitencia en la Catedral de la Almudena, en lugar de la Colegiata de San Isidro, como era habitual.

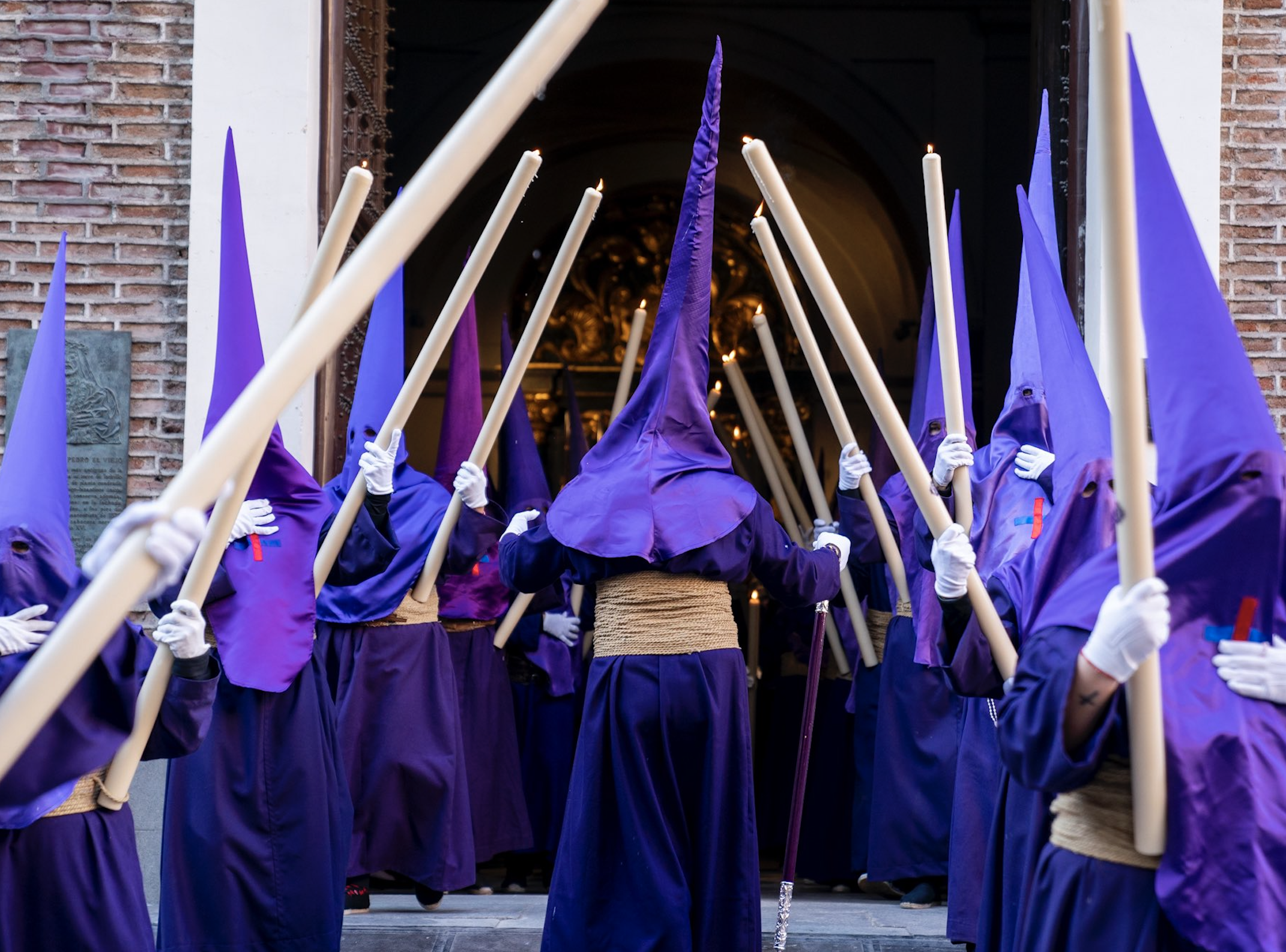
Nazarenos del Dulce Nombre de María saliendo en Jueves Santo

La nueva modificación de itinerario obliga a adelantar la tradicional hora de salida a las 18:00 para hacer el siguiente recorrido a lo largo de aproximadamente ocho horas.
- Salida: Iglesia de San Pedro "El Viejo", Plazuela de Jesús “El Pobre”, Calle del Nuncio, Plaza de Puerta Cerrada, Calle San Justo, Plaza del Cordón, Calle del Cordón, Plaza de la Villa, Calle Mayor, Calle Bailén, Estación de Penitencia en la Catedral de Santa María la Real de la Almudena, Calle Bailén, Calle Requena, Plaza de Ramales, Calle de Santiago, Plaza de Santiago, Calle de Santiago, Calle Milaneses, Calle Mayor, Plaza de San Miguel, Calle Conde de Miranda, Plaza de Conde de Barajas, Calle Gómez de Mora, Calle del Nuncio, Plazuela de Jesús “El Pobre”.
- Entrada: Iglesia de San Pedro "El Viejo".

### Indumentaria de la Cofradía

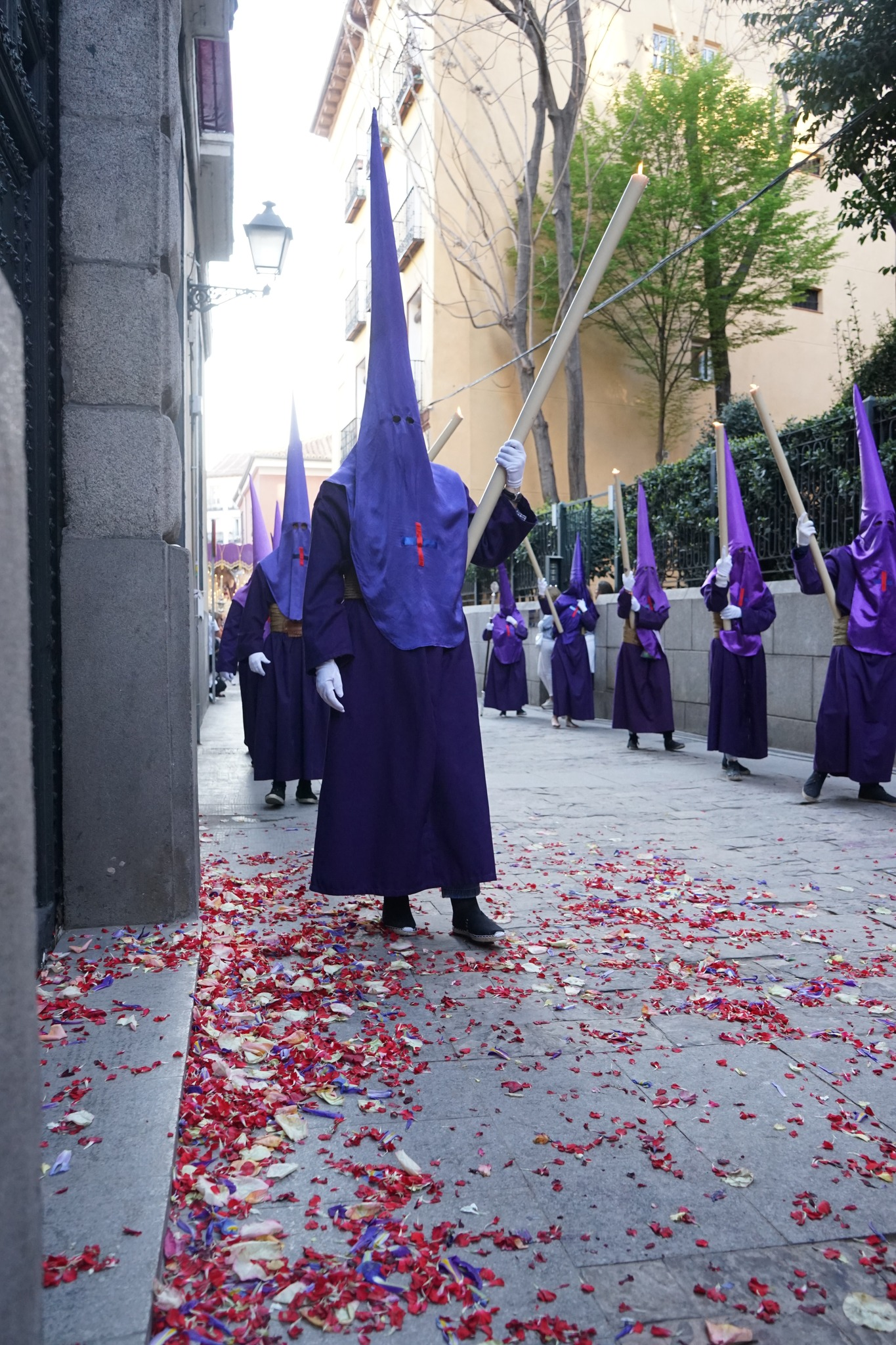
Nazarenos en procesión

Los nazarenos visten túnica morada con faja de esparto ancha; antifaz morado con cruz trinitaria al pecho; capirote de 90 centímetros, guantes blancos, alpargatas negras de esparto y medias del mismo color. La medalla de la Hermandad no es visible pero se porta al cuello debajo de la caperuza. 
Los anderos llevan la cara descubierta y su atuendo se diferencia por llevar bordada la cruz trinitaria o el escudo de la Hermandad en el lado derecho de la túnica que se ciñe con un cíngulo morado y dorado. 
Los nazarenos que acompañan a Jesús "El Pobre" portan cirios morados, mientras que quienes lo hacen con el Dulce Nombre de María en su Soledad, los llevan de color blanco. 
La cruz trinitaria, que también porta la imagen de Jesús "El Pobre", está formada por una franja roja vertical, superpuesta a otra azul horizontal, ambas del mismo tamaño. Es el símbolo de la Orden de los Trinitarios dedicada a la redención de cautivos, extendiendo este símbolo en todo el mundo desde su creación en el siglo XII por Juan de Mata.

## Pasos

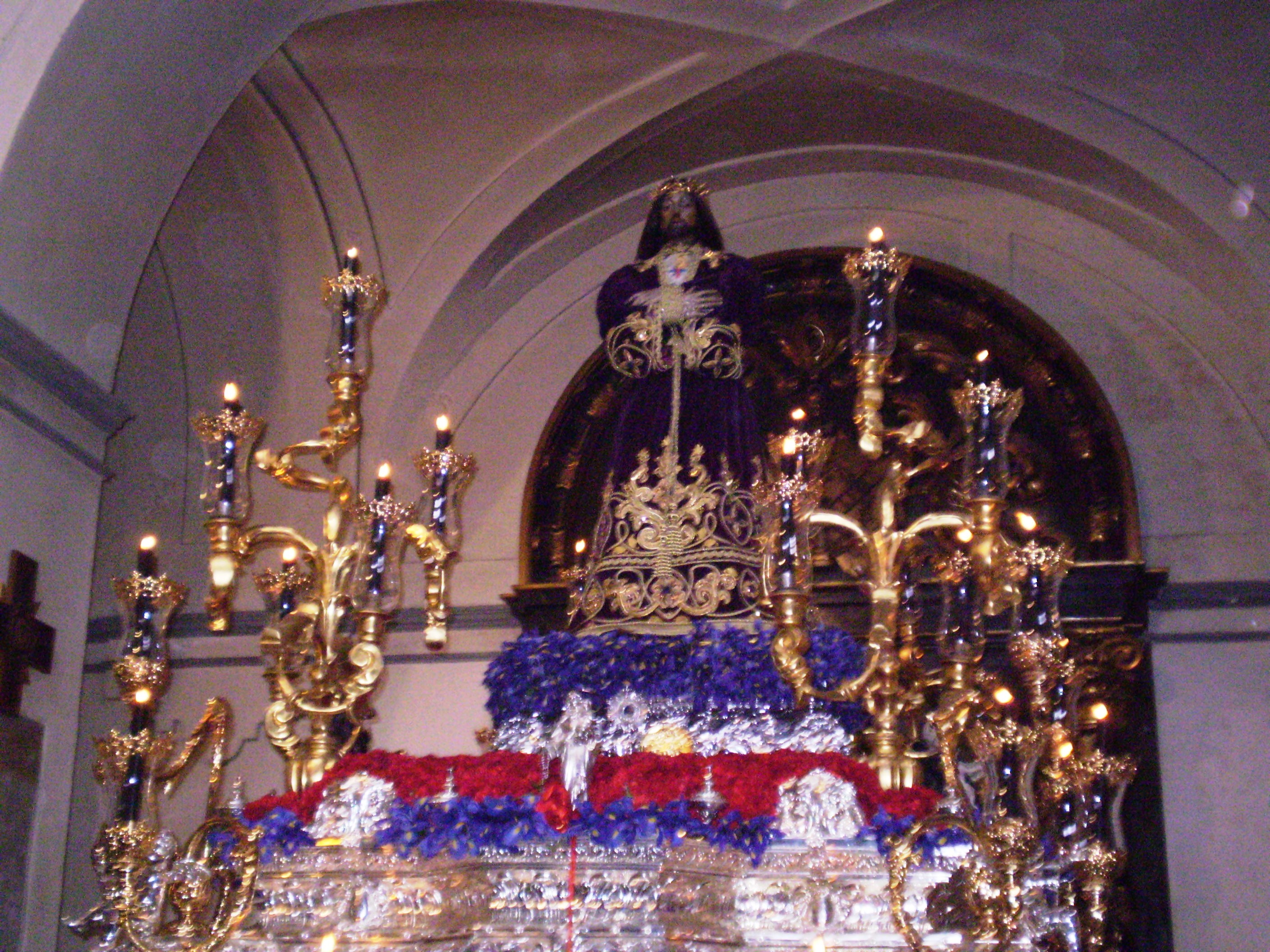
Paso de Jesús "El Pobre"

El paso de Nuestro Padre Jesús Nazareno, "El Pobre" se construyó en 2006 en la Orfebrería de Orovio De la Torre, en Torralba de Calatrava, Ciudad Real. Es de plata con detalles dorados. Doce candeleros dorados alrededor de la base del paso y cuatro candelabros dorados con tulipas, uno en cada esquina. Las flores son clavel y rosas rojas y lilium morado. El paso lleva un medallón en relieve en el frontal de la peana que representa la Cruz desnuda en el Calvario y, justo encima, por debajo de la talla, una pequeña figura en plata de la Virgen María con el Niño. Figuras en madera policromada de los cuatro evangelistas completan la imaginería del paso. El llamador de plata, con el que el capataz ordena levantar o bajar el paso, se sitúa en la esquina delantera izquierda. Es una donación de la Hermandad del Gran Poder y la Esperanza Macarena, de Madrid. Pesa 1300 kilos que son soportados por 42 anderos, disponiéndose la mitad en la parte frontal del paso y la otra mitad en la parte posterior. Lleva tres andas cuadradas de metal plateado que soportan todo el peso.
Debido a lo pequeña que es la puerta de salida del templo, al inicio de la procesión los anderos se ven obligados a bajar la imagen de Jesús y mantenerla a pulso hasta sacarla. Además, la longitud del paso hace que resulte complicado maniobrar con él por las estrechas calles del Madrid de los Austrias. Durante la procesión, los anderos mecen la imagen de "El Pobre" en varias ocasiones y al compás de la marcha procesional realizan el movimiento denominado "serrucho": dos pasos adelante y uno atrás.

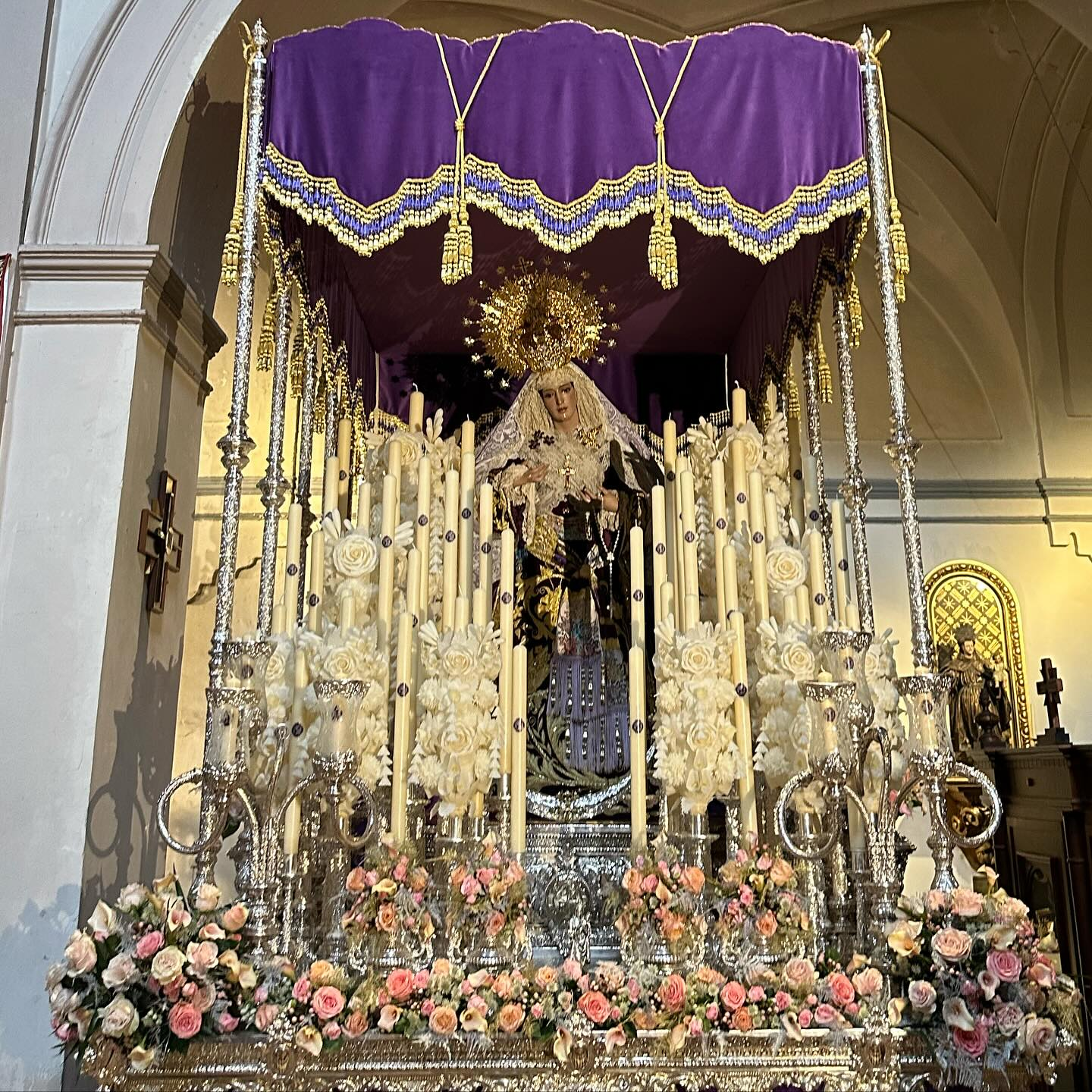
Paso de Palio

El paso de María Santísima del Dulce Nombre en su Soledad lleva 12 barras de palio en plata, el mismo material usado para la peana de la Virgen, los faroles, candeleros y jarras. Las andas son cuadradas de metal plateado. Realizado por los talleres orfebres de Manuel de los Ríos, en Sevilla y Orovio De la Torre, en Torralba de Calatrava, Ciudad Real. Las bambalinas o bordes del palio que cuelgan hacia abajo, terminan en punta, denominadas de dentada o de caída. Es portada por 48 anderos. El acompañamiento musical es de la Banda de la asociación musical La Lira de Pozuelo de Alarcón. Los palios se empezaron a usar en procesiones en la primera mitad del siglo XVII. El origen del palio era proteger a las personas importantes de la lluvia y del sol. Esto hizo que se asociara con la jerarquía y se decidiera colocar a la Virgen. 
Este paso es de mayor altura que el de Jesús "El Pobre", debido al palio, pero resulta más pequeño en cuanto a longitud. Su altura dificulta extremadamente la salida del templo haciendo necesario que los anderos se pongan de rodillas y avancen soportando el peso sobre sus brazos y espaldas. Además, la estrechez de la puerta obliga a que 12 de los 48 anderos tengan que retirarse por falta de espacio exigiendo a los restantes soportar mucho más peso. Esta circunstancia convierte la salida de la Iglesia en uno de los momentos más emotivos de la Semana Santa madrileña y una seña de identidad de la Hermandad.

## Agrupación musical propia de la Hermandad
El acompañamiento musical de la cofradía corre a cargo de la Agrupación Musical de Nuestro Padre Jesús Nazareno “El Pobre”, perteneciente a la propia Hermandad y formada por integrantes de edades comprendidas entre los 5 y los 65 años, que durante todos los domingos del año ensayan en la iglesia de San Pedro el Viejo. Es la primera banda que, fundada dentro de una Hermandad de Madrid, salió tras el paso de su titular. Se encarga de abrir musicalmente el desfile procesional de Jueves Santo en Madrid desde 1995, tras el paso de Jesús "El Pobre". Destacan algunas interpretaciones procesionales como "A Jesús el Pobre" entre otras.

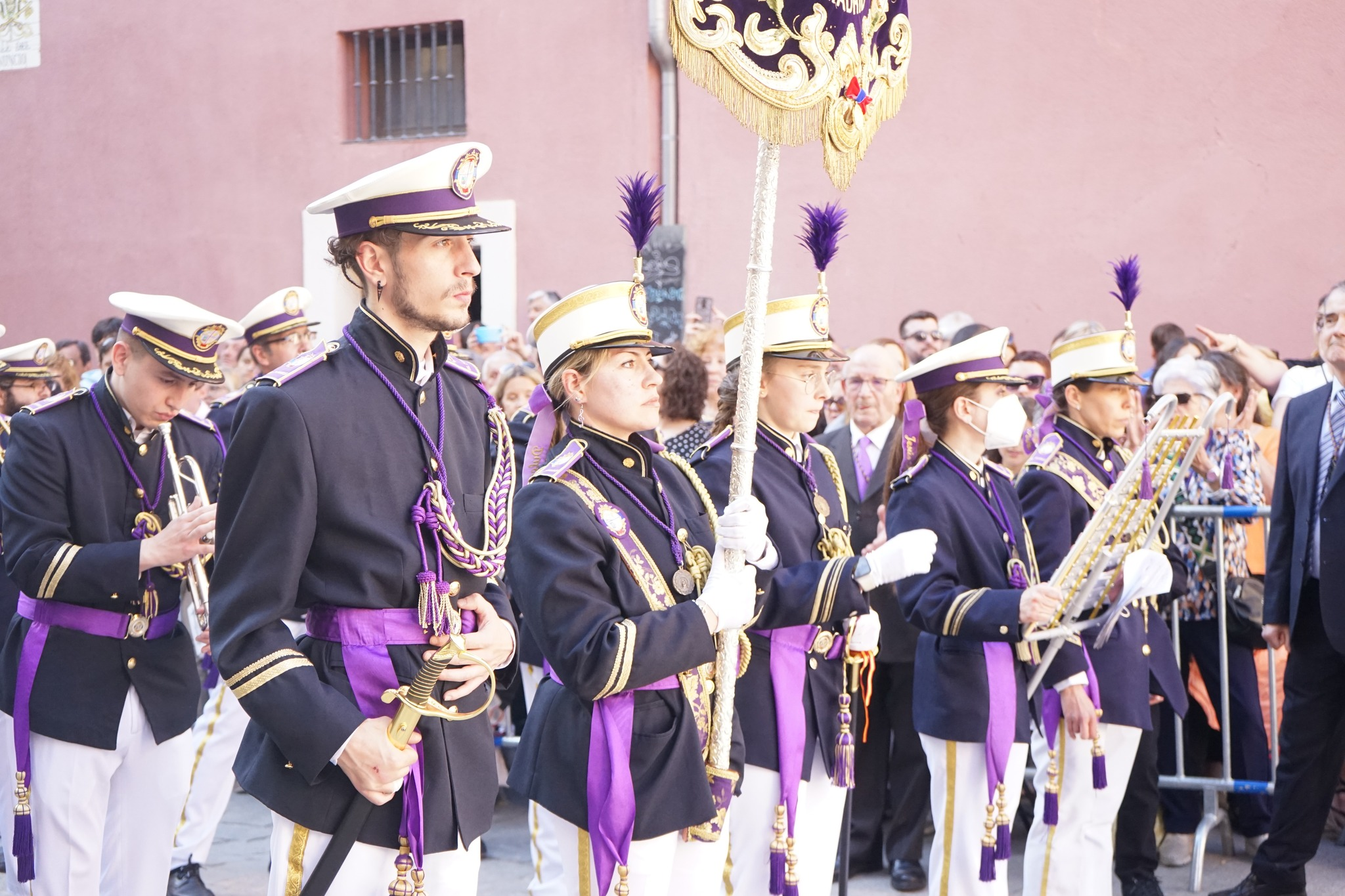
Agrupación Musical de nuestro Padre Jesús Nazareno El Pobre".

La banda comenzó en su primer año de existencia como una sección de cornetas y tambores ataviados con el característico hábito morado de la hermandad sin antifaz. En 2006, se cambia la vestimenta, pasando a usar un uniforme de gala compuesto por guerrera de color azul marino, con botonadura simple y corte militar, y un pantalón azul marino adornado con galón dorado en ambos costados. A éste hay que incluir una cadetera bicolor en morado y amarillo, gorra de plato azul marino, con detalles en color morado y escudo de la hermandad bordado en canutillo en el frente, y un par de hombreras bordadas con galón dorado. Se le añaden distintos complementos: fajín con caídas en color morado y borlas moradas y doradas, hebilla dorada y el escudo de la Hermandad. Además, escudos de la Hermandad en color dorado para el cuello y un lazo morado para recoger el pelo en las mujeres. Es en el año 2016 cuando la banda evoluciona de estilo musical pasando de ser banda de cornetas y tambores (estilo militar) a Agrupación Musical (estilo sevillano). Es destacable la presencia de la Banda de Jesús el Pobre en diversos actos que organiza la diócesis de Madrid.

## Banda La Lira de Pozuelo de Alarcón
El acompañamiento musical de María Santísima del Dulce Nombre en su Soledad lo realiza, desde hace años, la Asociación músico cultural La Lira de la localidad madrileña de Pozuelo de Alarcón, quien participa en diversos actos de la cofradía a lo largo del año. Creada como Asociación Músico-Cultural La Lira de Pozuelo el 1 de junio de 1990.

## Otras procesiones
Si bien la estación de penitencia de Jueves Santo marca el punto álgido de la Hermandad, a lo largo del año se realizan otras procesiones por el barrio de La Cava y con recorridos más cortos como el Via Crucis con la imagen de Jesús "El Pobre" visitando la Colegiata de San Isidro, en Cuaresma; el Via Crucis del Viernes de Dolores portando el Cristo de las Aguas, la Cruz de Mayo, o el Rosario Vespertino con la imagen de María Santísima del Dulce Nombre en su Soledad, en septiembre.

## Cruz de Mayo
La Hermandad celebra la procesión de la Cruz de Mayo desde el año 2012, habitualmente, el segundo sábado del mes de mayo. La procesión saca un paso de pequeña dimensión, con una cruz de madera con un sudario, portado por los más pequeños de la Hermandad, pertenecientes al Grupo Joven. La procesión cuenta con el acompañamiento musical de la Agrupación Musical de la propia Hermandad. 
El recorrido se desarrolla por las calles aledañas a la Iglesia de San Pedro "El Viejo".

## Festividad del Dulce Nombre de María
La festividad litúrgica con motivo de la conmemoración del nombre de María es de amplia tradición cristiana. Aunque desde 1513 España ya disfrutaba de autorización por parte de la Santa Sede para celebrar la festividad del Dulce Nombre y siendo la diócesis de Cuenca la primera en llevarla a cabo, la celebración de septiembre tiene sus raíces 170 años después.
En 1683, los turcos llegan a las inmediaciones de Viena y, el 12 de septiembre, el ejército de socorro formado por cristianos austríacos y polacos a las órdenes de Juan Sobieski III contrarresta la ofensiva. Días después, el Papa Inocencio XI declara la festividad del Dulce Nombre de María el 12 de septiembre como acción de gracias por el levantamiento del sitio a la ciudad.

## Actos importantes organizados por la Hermandad
La Hermandad celebra cultos en honor a sus sagrados titulares durante todo el año, en su sede de la Iglesia de San Pedro El Viejo (Plazuela de Jesús el Pobre), destacando:
Todos los viernes del año, durante el día hay misas, confesiones y besapiés a Jesús El Pobre.
Ultimo domingo de mes: misa de Hermandad en la sede canónica, la iglesia de San Pedro “El Viejo” 

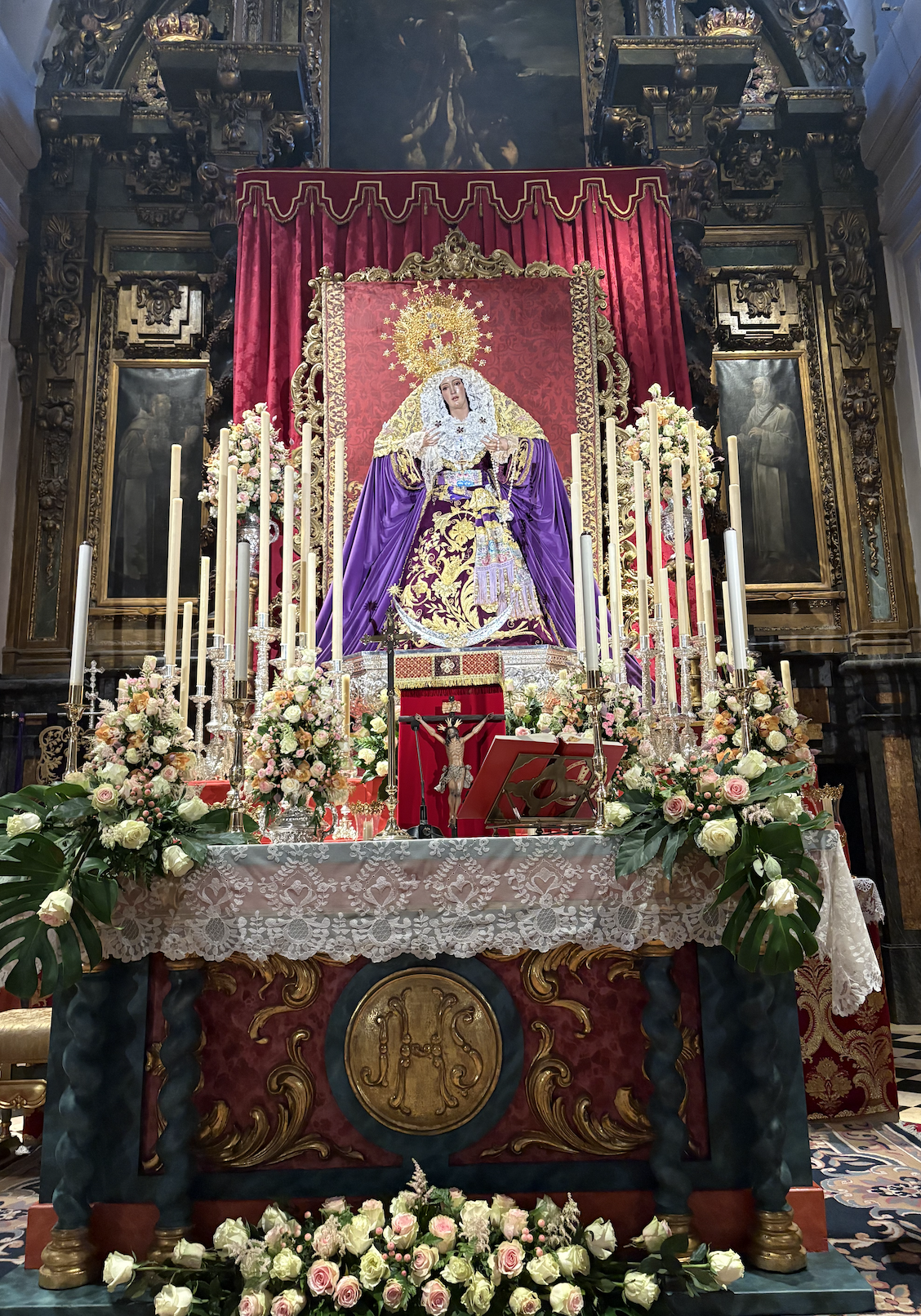
Altar efímero para el triduo a María del Dulce Nombre situado en el presbiterio de la iglesia de San Pedro "el viejo"

Acción social: todo el año se realizan diferentes actividades destinadas a la bolsa de caridad de la Hermandad: recogida de alimentos y material escolar, acompañamiento de personas, conciertos benéficos, elaboración de productos artesanales destinados a la venta o diferentes actos solidarios.
Enero:
- El Heraldo real de la Hermandad recorre las calles del barrio para recoger las cartas de los niños a los Reyes Magos. Acompañado de la Agrupación Musical de "El Pobre".
- Triduo en honor a María Santísima del Dulce Nombre en conmemoración de su bendición.

Febrero:
- Inicio de ensayos con los anderos de los pasos de Jesús "El Pobre" y Dulce Nombre de María en su soledad.
- Inicio de ensayos con las anderas para el Vía Crucis de Nuestro Padre Jesús Nazareno previo a Semana Santa
- Retirada de las papeletas de sitio para participar en la Procesión de Jueves Santo

Marzo:
- Quinario y celebración del primer viernes en honor a Jesús El Pobre. Primera misa a las 00:00 horas del viernes y Función Principal del Instituto a las 20:00. (Recibe ese nombre porque antiguamente en el quinario precedente no se celebraba la Eucaristía, puesto que el objeto de esos cinco días era llegar, mediante la meditación, el ejercicio piadoso del quinario, escucha de la Palabra, actos Eucarísticos de adoración y la predicación, al día de la Función Principal).
- Solemne Vía Crucis con la imagen de Jesús Nazareno "El Pobre" con visita a la Real Colegiata de San Isidro

Cuaresma y Semana Santa:
- Miércoles de ceniza. Imposición en la iglesia de San Pedro "El Viejo"
- Imposición de medallas de la Hermandad y jura de los nuevos cofrades. Misa de Hermandad
- Pregón de Semana Santa de la Hermandad
- Vía Crucis el Viernes de Dolores por las calles del barrio con la imagen del Cristo de las Aguas portado por las mujeres de la Hermandad
- Domingo de Ramos. Misa y procesión de Palmas
- Jueves Santo: estación de penitencia con los sagrados titulares de la Hermandad procesionando por las calles del centro de Madrid durante 7 horas, aproximadamente. Salida del tempo en torno a las 18:00 horas.

Mayo:
- Procesión de la Cruz de Mayo por los aledaños de la iglesia de San Pedro “El viejo”.

Junio:
- Festividad de Corpus Christi: acto de adoración de la Hermandad al Santísimo Sacramento. Domingo litúrgico: participación en la procesión del Arzobispado por las calles de Madrid.
- Colaboración con la octava del Corpus Christi del Monasterio Jerónimo "Las Carboneras" de Madrid.

Septiembre:
- Besamanos y Misa Rociera en honor a María del Dulce Nombre con motivo de la celebración de su onomástica. Segundo domingo.
- Rosario vespertino con procesión de la imagen de "María del Dulce Nombre" en su Soledad" por las calles del barrio

Noviembre:
- Misa de difuntos por los miembros de la Hermandad fallecidos
- Festividad de la Patrona de Madrid, Santa María la Real de la Almudena. Los anderos de la Hermandad portan a la Virgen de la Almudena sobre el paso de Nuestro Padre Jesús Nazareno “El Pobre”. El acompañamiento musical lo realiza la Agrupación Musical de la Hermandad, que ofrece también un concierto en la plaza de la Catedral.

Diciembre:
- Jesús "El Pobre" se venera sin sobrevestir contemplándose la talla completa, sólo ese día, donde también se le realiza un Besamanos (1.er viernes de diciembre)
- Concierto benéfico de la Agrupación Musical y posterior ambigú de celebración navideña.
- Solemne misa en honor de San Juan Evangelista, patrón de la juventud cofrade.